# Nagrada Meša Selimović (Srbija)
Nagrada Meša Selimović je nagrada za najboljši roman (od leta 2005 tudi za pesniško zbirko), ki se podeljuje od leta 1988 na območju Jugoslavije, pozneje ZR Jugoslavije, Srbije in Črne gore in sedaj Srbije. Podeljevalca nagrade sta beograjski dnevnik »Večernje novosti« in Združenje založnikov in knjigarn Srbije (do leta 2007 Združenje založnikov in knjigarn Srbije in Črne gore). Prejemnik prejme plaketo z reliefom lika bosanskohercegovskega pisatelja Meše Selimovića, po katerem je nagrada poimenovana, priznanje in denarno nagrado. V letih 1988, 2008 in 2013 sta bila po dva prejemnika nagrade. 
Nagrade ne smemo zamenjevati z istoimensko nagrado Meše Selimovića, ki se podeljuje od leta 2002 v Tuzli.

## Prejemniki
- 1988 Dubravka Ugrešić (Forsiranje romana rijeke – Forsiranje romana reke)
- 1988 Milorad Pavić (Predeo slikan čajem – Predel slikan s čajem)
- 1989 Slobodan Selenić (Timor mort
- 1990 Svetlana Velmar-Janković (Lagum)
- 1991 Radoslav Bratić (Strah od zvona – Streh pred zvonom)
- 1992 Ivan V. Lalić (Pismo)
- 1993 Radoslav Petković (Sudbina i komentari – Usoda in komentarji)
- 1994 Dragan Jovanović Danilov (Živi pergament – Živ pergament)
- 1995 Antonije Isaković (Gospodar i sluge – Gospodar in sluge)
- 1996 Dobrica Ćosić (Vreme vlasti –Čas oblasti)
- 1997 Goran Petrović (Opsada crkve Svetog Spasa – Obleganje cerkve Svete Rešitve)
- 1998 Dobrilo Nenadić (Despot i žrtva – Tiran in žrtev)
- 1999 Milosav Tešić (Sedmica)
- 2000 Radovan Beli Marković (Liminacija u ćelijama – Liminacija v celicah)
- 2001 Danilo Nikolić (Jesenja svila – Jesenska svila)
- 2002 Rajko Petrov Nogo (Nedremano oko – Neprespano oko)
- 2003 Vojislav Karanović (Svetlost u naletu – Svetloba v  naletu)
- 2004 Stevan Raičković (Fascikla 1999/2000 – Fascikel 1999/2000)
- 2005 Miro Vuksanović (Semolj zemlja – Semolj dežela)
- 2006 Novica Tadić (pesniška zbirka Neznan)
- 2007 Dragan Velikić (Ruski prozor – Rusko okno)
- 2008 Petar Sarić (Sara)
- 2008 Vladimir Kecmaanović (Top je bio vreo – Top je bil vroč)
- 2009 Živorad Nedeljković (Pesniška zbirka Ovaj svet – Ta svet)
- 2010 Vladan Matijević (Vrlo malo svetlosti – Zelo malo svetlobe)
- 2011 Dejan Aleksić (pesniška zbirka Jedino vetar – Zgolj veter)
- 2012 Aleksandar Gatalica (Veliki rat – Velika vojna)
- 2013 Ivan Negrišorac (pesniška zbirka Kamena čtenija – Kamnita hotenja)
- 2013 Slobodan Vladušić (Mi, izbrisani)
- 2014 Enes Halilović (pesniška zbirka Zidovi)
- 2015 Milisav Savić (La sans pareille) [1]

## Povezano
- Nagrada Meša Selimović (BiH)